# Evzoni
Evzoni (Grško: Εύζωνες, Ευζώνοι) je ime za pripadnike zgodovinske lahke pehote in gorskih enot grške vojske, znanih tudi pod imenom Tsoliadi (Grško: Τσολιάδες).
Danes se ime Evzoni nanaša na pripadnike Proedriki Froura (predsedniške garde) ki straži parlament v Atenah, grobnico neznanega vojaka (Άγνωστος Στρατιώτης) in predsedniško palačo. 
Uniforma garde odseva obleke upornikov, ki so izborili neodvisnost Grčije izpod Osmanskega cesarstva. Najbolj značilni del uniforme je fustanella, krilo, ki naj bi imelo 300 gub, vsaka guba pa naj bi predstavljala eno leto osmanske okupacije Grčije. Znani so tudi po svojih čevljih in enkratnem načinu korakanja.
Vsak dan si veliko turistov in obiskovalcev Aten ogleda menjavo straže Evzonov.